# Корейське ім'я

У 45% мешканців Південної Кореї прізвище «Кім», «Лі» або «Пак».
Кім
Лі
Пак
Чхве (Чой/Цой)
Чон

Коре́йське ім'я́ (кор. 성명, 姓名, seongmyeong, сонмьон або кор. 이름, ірим) складається з прізвища (сон), після якого йде особове ім'я (ірим у вузькому значенні), що є спільним для корейців як у Північній, так і у Південній Кореї.
Здебільшого прізвище складається з одного складу, а ім'я з двох складів. Як ім'я, так і прізвище часто записуються за допомогою ханча — китайських ієрогліфів, відповідно до корейської вимови. Ханча для запису імен нині не використовується в Північній Кореї, а її використання для імен в Південній Кореї скорочено до 5038 ієрогліфів. При використанні європейських мов деякі корейці зберігають традиційний порядок написання, а інші змінюють його за європейським зразком. У Кореї жінка, вступаючи в шлюб, зазвичай зберігає дошлюбне прізвище.
У Кореї використовується всього близько 250 прізвищ. Найпоширенішими з них є Кім, Лі та Пак. Однак більшість тезок не є близькими родичами. Походження корейських прізвищ тісно пов'язане з корейською історією та географією. Існує безліч кланів, кожен з яких пов'язаний з певним місцем, як, наприклад, Кіми з Кімхе. Здебільшого кожен клан простежує свій родовід до загального пращура по чоловічій лінії.
У корейської історії використання імен змінювалося. Стародавні імена корейською мовою зустрічалися під час періоду трьох корейських держав (57 р. до н.е — 668 р. н. е.), проте у часи китайської культурної експансії, вони були витіснені іменами, що записувалися китайськими ієрогліфами. Під час правління монголів та маньчжурів правляча еліта доповнювала свої корейські імена монгольськими і маньчжурськими відповідно. Крім того, у першій половині 1940-х років японська колоніальна влада проводила широку кампанію, в ході якої корейці повинні були міняти свої прізвища та імена на японські.

## Прізвища
Всього в Кореї використовується приблизно 250 прізвищ. Кожне з прізвищ може носити декілька кланів (понгван), що ідентифікуються за географічним принципом. Наприклад, найбільш численний клан — це Кімхе Кім, тобто клан Кімів з міста Кімхе. Наприкінці XX століття в Кореї налічувалося понад 3 тисячі кланів, найбільші з яких мали сотні тисяч і мільйони людей, як, приміром Кіми з Кімхе, Лі з Чонджу і Кенджу, Паки з Міряна. Люди з одного клану вважаються кровними родичами, тому шлюби між чоловіком і жінкою з одним прізвищем і понгваном заборонені. Жінки Кореї зазвичай зберігають своє прізвище після шлюбу, проте діти отримують прізвище батька і відповідно його понгван. Згідно з традицією, кожен клан повинен публікувати своє генеалогічне дерево кожні 30 років.
Основна частина корейських прізвищ складається з одного ієрогліфа, і, таким чином, з одного складу. Існує близько десятка прізвищ, які складаються з двох складів (найпоширеніше з них — Намґун), проте вони всі розташовані за межами першої сотні в списку найбільш поширених. 

## Імена
Особових імен в Кореї безліч і вони практично не діляться за статевим принципом, тобто можуть належати як чоловікові, так і жінці.
Як і в Китаї, в іменах хлопчиків присутнє ім'я покоління. Один або два ієрогліфи в імені корейця унікальні, а інші — загальні для всіх членів сім'ї одного покоління. Тому імена двоюрідних братів зазвичай мають однаковий склад (толлімча) на певному місці. У Північній Кореї імена покоління однакові для більш близьких родичів — братів і сестер.
Ім'я складається з ханча, проте записується зазвичай на ханґилі. У Північній Кореї ханча практично не використовується, але значення ієрогліфів залишилися. Наприклад, склад Чхоль (кор. 철, 铁), що використовується в імені хлопчиків, означає «залізо». У Південній Кореї параграф 37 Закону про сімейний реєстр вимагає, щоб ханча в іменах вибиралася заздалегідь із визначеного списку. Якщо ханча для імені вибирається не зі списку, у сімейний реєстр воно записується хангилем. У березні 1991 року Верховний суд Південної Кореї опублікував Список ханча для використання в іменах, який дозволяє використовувати для імен в сукупності 2 854 різних ієрогліфів (і 61 альтернативну форму). У 1994, 1997, 2001 і 2005 роках цей список розширювався і тепер[коли?] він складається з 5 038 дозволених ієрогліфів.
Складаються імена зазвичай з двох складів, в окремих випадках — з одного або трьох, як, наприклад, імена політиків Кім ґу, Ко Куна і Ен Кесомуна. Корейці з прізвищами, що складаються з двох складів, зазвичай мають ім'я, що складається з одного складу, як наприклад, у співачки Сомун Так.